# Homoplàsia

Cladograma que mostra la terminologia utilitzada per descriure diferents patrons d'estats de caràcters ancestrals i derivats

L'homoplàsia és el canvi evolutiu paral·lel que fa que dos organismes presentin un mateix caràcter adquirit de manera independent. Sota aquest terme es reuneixen els conceptes de paral·lelisme i de convergència. L'adjectiu que deriva d'homoplàsia és homoplàstic, tot i que és freqüent la forma homoplàsic.

## Origen del terme
El terme homoplàsia va ser adoptat per Ray Lankester, en referència a la convergència evolutiva i en oposició al terme homogènia (Schmitt 2006).

## Definició
Es dona quan un tret s'ha guanyat o perdut de manera independent en llinatges separats durant l'evolució. Aquesta convergència evolutiva porta les espècies a desenvolupar trets en comú entre elles i alhora diferents de l'ancestre comú.
L'homoplàsia es refereix a estructures que podrien ser homòlogues per l'aparença però que no ho són segons l'explicació més parsimoniosa. La interpretació cladística de la convergència com a fenomen evolutiu explica el guany o pèrdua d'un caràcter. Per exemple, l'absència d'ales a les puces és una pèrdua homoplàstica, ja que s'ha produït també en membres d'altres grups d'insectes com els escarabats, les formigues, etc. A les seqüències d'ADN, l'homoplàsia pot donar-se per substitució aleatòria d'un nucleòtid de manera reiterada en el temps i sense necessitar una explicació d'adaptació evolutiva.
Hi ha dos tipus d'homoplàsia:
- Homoplàsia en paral·lel: tret derivat que és present en dos grups o espècies sense un ancestre en comú. Aquesta homoplàsia es produïda per convergència evolutiva.[1]

- Homoplàsia en revers: tret present a l'ancestre, però no als descendents, que reapareix en descendents dels descendents .

Quan apareixen homologies a les anàlisis filogenètiques la interpretació de l'estudi pot donar lloc a conclusions errònies, tot fent que els organismes amb trets homoplàstics semblin més propers del que són evolutivament.

## Homoplàsia molecular
En biologia molecular, el terme homoplàsia s'utilitza per referir-se a marcadors moleculars. Una gran quantitat de marcadors moleculars es basa en la reacció en cadena de la polimerasa o PCR (segons acrònims en anglès), procés pel qual s'amplifiquen (es creen moltes còpies) els fragments d'ADN de longituds curtes. Alguns exemples són marcadors moleculars basats en PCR: RAPD, AFLP, SSR, SNP, entre d'altres. Els marcadors moleculars basats en PCR utilitzen també l'electroforesi en gel de poliacrylamida o PAGE per separar els fragments produïts durant la PCR segons la longitud en parell de bases. En aquest context, els al·lels homoplàstics són fragments que tenen la mateixa mida, però no la mateixa seqüència de bases. Els marcadors moleculars que utilitzen PAGE sota condicions desnaturalitzants (és a dir, que no es permet la formació d'una estructura secundària als fragments d'ADN) parteixen de la hipòtesi que fragments de la mateixa mida tenen també la mateixa seqüència, tot portant a conclusions errònies.